# Contigné
Contigné korábbi község Franciaország Loire mente régiójában, Maine-et-Loire megyében. 2016. december 15-én hat másik korábbi községgel egyesült és Les Hauts-d’Anjou új község része lett.
Lakosainak száma 748 fő (2018. január 1.). Contigné Brissarthe, Châteauneuf-sur-Sarthe, Chemiré-sur-Sarthe, Cherré, Miré, Morannes-sur-Sarthe és Sœurdres községekkel határos.

## Népesség
A település népességének változása:
| Lakosok száma | 697  | 637  | 680  | 588  | 597  | 761  | 762  | 761  | 746  | 748  |
|               | 1968 | 1975 | 1982 | 1990 | 1999 | 2011 | 2013 | 2015 | 2017 | 2018 |